# Rybakowo (osada leśna)
Rybakowo – osada leśna w Polsce, położona w województwie lubuskim, w powiecie gorzowskim, w gminie Kłodawa nad jeziorem Mrowinko. 
W latach 1975–1998 miejscowość należała administracyjnie do województwa gorzowskiego.